# Étampes
Étampes es un municipio francés situado en el departamento de Essonne en la región de la Isla de Francia, al término del desvío C6 del RER C (dos estaciones: Estación de Étampes y Estación de Saint-Martin-d'Étampes).

## Geografía
Es la capital del distrito homónimo, situado al sur de Essonne, y está a unos 49 kilómetros al sur de París (a 60 del Norte de Orleans). A Étampes se puede llegar por la N 20, y la RN 191, muy cercanos se encuentran los accesos a la A 10 (al oeste) y a la A 6 (al Este).
La ciudad cuenta con dos estaciones del RER C: Étampes y St. Martin d'Étampes, a 45 minutos de París-Austerlitz, con un tren que sale cada cuarto de hora, y un tren que sale cada media hora. Asimismo dispone de trenes directos (TER Centre) que enlazan con París.

## Demografía
| 7 027 | 7 687 | 8 333 | 7 693 | 7 968 | 7 896 | 8 157 | 8 083 | 8 066 | 8 220 | 8 228 | 7 789 | 7 840 | 7 710 | 8 461 | 8 573 | 8 637 | 9 001 | 9 245 | 9 454 | 9 925 | 10 067 | 9 944 | 10 610 | 10 425 | 11 890 | 13 515 | 16 493 | 19 651 | 19 386 | 21 457 | 21 839 | 22 306 |
| Para los censos de 1962 a 1999 la población legal corresponde a la población sin duplicidades (Fuente: INSEE [Consultar]) |       |       |       |       |       |       |       |       |       |       |       |       |       |       |       |       |       |       |       |       |        |       |        |        |        |        |        |        |        |        |        |        |

## Historia
Étampes fue la capital del condado.
En 1514 el rey concedió a la villa la autorización para que pudiera elegir su consejo municipal y construir un ayuntamiento.
Antigua plaza fuerte, la ciudad está dominada por la torre Guinette y conserva numerosos edificios antiguos.

## Economía
La principal industria local es la construcción mecánica. 

## Personajes célebres
- Anne de Pisseleu, (1508-1547), amante de Francisco I de Francia;
- Diane de Poitiers, (1499-1566, duquesa de Étampes  a partir de 1553;
- Basile Fleureau, (1612-1668), historiador
- Jean-Étienne Guettard, (1715-1786), erudito,  naturalista, doctor en medicina, uno de los fundadores de la manufactura  de Sèvres;
- Étienne Geoffroy Saint-Hilaire (1772-1844), naturalista, fundador del zoológico  del  Jardín de las Plantas de París. El principal Liceo de Étampes lleva su nombre
- Abel Dufresne, (1788-1872), escritor;
- Isidore Geoffroy Saint-Hilaire (1805-1861), naturlista, fundador de la  Sociedad de aclimatación y del  Jardín de aclimatación en el  bosque de Boulogne. Precursor de la genética moderna;
- Narcisse Berchère (1819-1891), pintor y grabador de litografías;
- Elias Robert, (1819-1874, pintor y escultor;
- Félix Giacomotti, (1828-1909), pintor de origen italiano, Premio de Roma] en 1854;
- Léon Marquis, (1843-1905), historiador;
- Louise Abbéma, (1858-1927), pintora;
- Rose Chéri, actriz, (1824 - 1861), nació el 27 de octubre de 1824;
- Anna Chéri, actriz, nació en 1826;
- Philippe y  Patricia Legendre-Kvater, pintores;
- Christian Binet, diseñador (Les Bidochons, Kador…);
- Olivier Soulliaert, pintor de la Escuela de pintura de Étampes;
- Brigitte Jacquot, cantante.
- Joséphine Chevry (n.1936) , escultora.
- Abel Quentin (n.1985) , escritor.

## Monumentos y lugares turísticos
- Ayuntamiento
- Torre Guinette
- Palacio Anne-de-Pisseleu

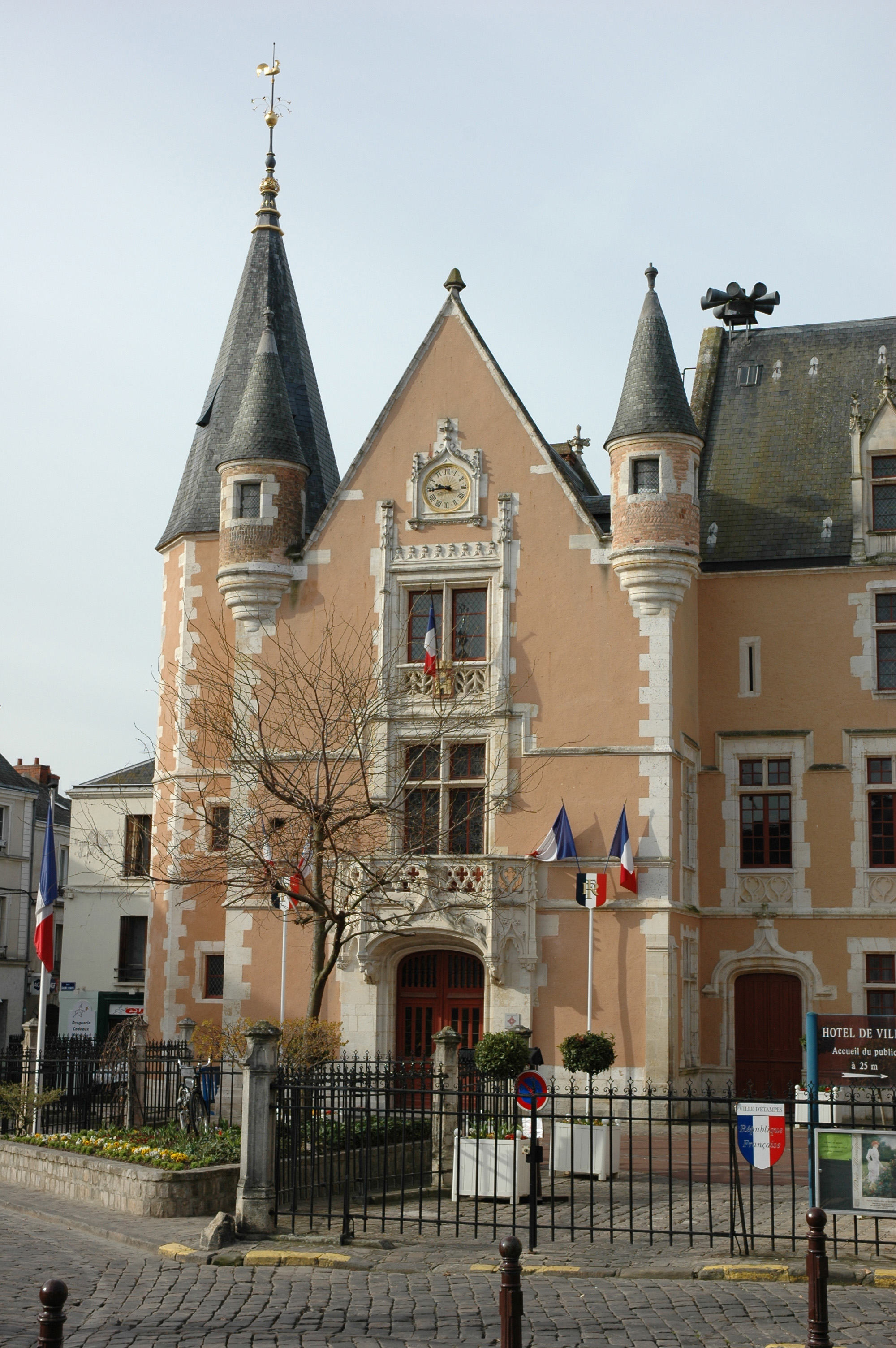
Ayuntamiento.

- Teatro construido por el arquitecto Gabriel Davioud en 1851-1852 gracias a una suscripción pública
- Base regional de ocio (piscinas y otros)
- Esculturas creadas por André Deluol Vénus anadyomène, La Terre, Le Corbeau et le Renard, Jeune fille et oiseau, Un Ange, Deux danseuses nues

## Edificios religiosos
- Iglesia Notre Dame du Fort
- Capilla de Gérofosse
- Capilla de Guinette
- Iglesia Saint-Basile
- Iglesia de Saint-Martin, célebre por su torre inclinada
- Iglesia de Saint-Gilles